# Villafruela (Palencia)
Villafruela es una localidad española situada en el centro de la provincia de Palencia y perteneciente al municipio de Perales (Comunidad Autónoma de Castilla y León, España). Está en la comarca de Tierra de Campos, enmarcada dentro del partido judicial de Palencia.

## Geografía
Se encuentra a 900 m s. n. m. Dista 22 km (17,5 en línea recta) de la capital provincial. Entre sus monumentos destaca el Castillo de Villafruela. Se accede a través de la carretera CL-615; situándose entre Perales, a 1,3 km, y Villaldavín, a 2,2 km, sus localidades más cercanas.

## Demografía
Evolución de la población en el siglo XXI
| Gráfica de evolución demográfica de Villafruela entre 2000 y 2020  |
|                                                                    |
| Población de derecho (2000-2020) según el padrón municipal del INE |

## Historia
Según el historiador Gonzalo Martínez Díez, durante la Edad Media pertenecía a la Merindad menor de Monzón, Meryndat de Monçon, aunque no figura su descripción en el libro Becerro de las Behetrías de Castilla.
Entre 1424 y 1429 la villa es vendida por el  Monasterio de San Pelayo a Don Luís de Santoyo.
Sobre 1440 la villa pasa a pertenecer a Jorge Manrique.
En el siglo XVI Villafruela aparece dentro del Concejo de la tierra y jurisdicción de Herrera del Río Pisuerga con 10 vecinos y episcopalmente dentro del Arciprestazgo de Becerril de Campos perteneciente al Obispado de Palencia con 5 vecinos.
En 1616 dos vecinos de la villa son conocidos por organizan una danza de zancos en Palencia el día del corpus.
En el siglo XVIII se hace referencia en el Catastro del Marqués de Ensenada a que la villa perteneciente a la Condesa de Altamira. En esa misma época, según el estudioso Javier Moreno Lázaro, podría haberse creado en el pueblo la primera harinera de España.
En el Diccionario Geográfico de España (1826-1829), el historiador Sebastián de Miñano, cita esta localidad, indicando el ser colindante con la de Perales. En el Diccionario geográfico-estadístico-histórico de España y sus posesiones de Ultramar de Pascual Madoz, de 1848, aparece que Villafruela contaba con 2 molinos harineros.
En 1900 se da el dato de que existen 40 vecinos en la Granja de Villafruela.
A la caída del Antiguo Régimen la localidad se constituye en municipio constitucional y que en el censo de 1842 contaba con 8 hogares y 42 vecinos, para posteriormente integrarse en Perales.